# Рузаєвський район
Руза́євський район (рос. Рузаевский район, ерз. Оразайбуе) — муніципальний район у складі Республіки Мордовія Російської Федерації.
Адміністративний центр — місто Рузаєвка.

## Населення
Населення району становить 62186 осіб (2019, 66382 у 2010, 68881 у 2002).

## Адміністративно-територіальний поділ
На території району 1 міське та 16 сільських поселень:
| Поселення                                    | Площа, км² | Населення, осіб (2002) | Населення, осіб (2010) | Населення, осіб (2019) | Центр                  | Населені пункти |
| -------------------------------------------- | ---------- | ---------------------- | ---------------------- | ---------------------- | ---------------------- | --------------- |
| Рузаєвське міське поселення                  | 26,55      | 49790                  | 47523                  | 44504                  | Рузаєвка               | 1               |
| Архангельсько-Голіцинське сільське поселення | 49,43      | 1600                   | 1523                   | 1490                   | Архангельське Голіцино | 7               |
| Болдовське сільське поселення                | 111,44     | 944                    | 906                    | 810                    | Болдово                | 3               |
| Красносельцівське сільське поселення         | 57,95      | 1779                   | 1694                   | 1643                   | Совхоз "Красне Сельцо" | 5               |
| Левженське сільське поселення                | 24,30      | 1005                   | 1036                   | 978                    | Левжа                  | 1               |
| Мордовсько-Пішлинське сільське поселення     | 87,15      | 655                    | 590                    | 531                    | Мордовська Пішля       | 4               |
| Пайгармське сільське поселення               | 25,89      | 1216                   | 1213                   | 1090                   | Пайгарма               | 4               |
| Палаєвсько-Урледімське сільське поселення    | 81,33      | 741                    | 670                    | 621                    | Палаєвка               | 5               |
| Перхляйське сільське поселення               | 68,13      | 696                    | 721                    | 639                    | Перхляй                | 3               |
| Плодопитомничеське сільське поселення        | 82,54      | 1148                   | 1201                   | 1151                   | Плодопитомничеський    | 4               |
| Приріченське сільське поселення              | 21,89      | 1261                   | 1164                   | 1077                   | Левженський            | 1               |
| Русько-Баймаковське сільське поселення       | 60,37      | 500                    | 543                    | 475                    | Руське Баймаково       | 7               |
| Сузгар'євське сільське поселення             | 79,89      | 1260                   | 1237                   | 1176                   | Сузгар'є               | 5               |
| Татарсько-Пішлинське сільське поселення      | 41,96      | 3226                   | 3271                   | 3216                   | Татарська Пішля        | 2               |
| Трускляйське сільське поселення              | 55,46      | 1174                   | 1219                   | 1154                   | Трускляй               | 5               |
| Хованщинське сільське поселення              | 82,13      | 637                    | 620                    | 538                    | Хованщина              | 3               |
| Шишкеєвське сільське поселення               | 161,84     | 1249                   | 1251                   | 1093                   | Шишкеєво               | 4               |

- 12 травня 2010 року було ліквідовано Аргамаковське сільське поселення, його територія увійшла до складу Плодопитомничеського сільського поселення[4].
- 17 травня 2018 року було ліквідовано Верхньоурледімське сільське поселення, його територія увійшла до складу Палаєвського сільського поселення, яке було перейменоване в Палаєвсько-Урледімське сільське поселення[5].
- 24 квітня 2019 року було ліквідовано Красноклинське сільське поселення, його територія увійшла до складу Архангельско-Голіцинського сільського поселення; було ліквідовано Ключарьовське сільське поселення, його територія увійшла до складу Сузгар'євського сільського поселення[6].
- 19 травня 2020 року було ліквідовано Стрілецько-Слободське сільське поселення, його територія увійшла до складу Шишкеєвського сільського поселення[7].

## Найбільші населені пункти
Найбільші населені пункти з чисельністю населення понад 1000 осіб:
| № | Населений пункт        | Населення, осіб (2002) | Населення, осіб (2010) |
| - | ---------------------- | ---------------------- | ---------------------- |
| 1 | Рузаєвка               | 49 790                 | 47 523                 |
| 2 | Татарська Пішля        | 3 223                  | 3 271                  |
| 3 | Совхоз "Красне Сельцо" | 1 552                  | 1 478                  |
| 4 | Левженський            | 1 261                  | 1 164                  |
| 5 | Левжа                  | 1 005                  | 1 036                  |